# قلوريا بيريز
قلوريا بيريز (بالبرتغالية: Glória Perez) هي كاتِبة وكاتبة سيناريو وممثلة برازيلية، ولدت في 25 سبتمبر 1948 في ريو برانكو في البرازيل.

## أعمال

### مسلسلات
- جاد
- جسور الهوى - حب في الهند

## وصلات خارجية
- الموقع الرسمي
- قلوريا بيريز على موقع IMDb (الإنجليزية)
- قلوريا بيريز على موقع ألو سيني (الفرنسية)
- قلوريا بيريز على موقع قاعدة بيانات الفيلم (الإنجليزية)
- قلوريا بيريز على موقع كينوبويسك (الروسية)